# Lista planetelor minore: 86001–87000
| Nume                                            | Denumire provizorie                             | Data descoperirii                               | Locul descoperirii                              | Descoperitor(i)                                 |                                                 |                                                 |                                                 |                                                 |                                                 |                                                 |                                                 |                                                 |                                                 |                                                 |                                                 |                                                 |                                                 |                                                 |                                                 |                                                 |                                                 |                                                 |                                                 |                                                 |                                                 |                                                 |                                                 |                                                 |                                                 |                                                 |                                                 |                                                 |                                                 |                                                 |                                                 |                                                 |                                                 |                                                 |                                                 |                                                 |                                                 |                                                 |                                                 |                                                 |                                                 |                                                 |                                                 |                                                 |                                                 |
| 86001–86100 Lista planetelor minore/86001–86100 | 86001–86100 Lista planetelor minore/86001–86100 | 86001–86100 Lista planetelor minore/86001–86100 | 86001–86100 Lista planetelor minore/86001–86100 | 86001–86100 Lista planetelor minore/86001–86100 | 86101–86200 Lista planetelor minore/86101–86200 | 86101–86200 Lista planetelor minore/86101–86200 | 86101–86200 Lista planetelor minore/86101–86200 | 86101–86200 Lista planetelor minore/86101–86200 | 86101–86200 Lista planetelor minore/86101–86200 | 86201–86300 Lista planetelor minore/86201–86300 | 86201–86300 Lista planetelor minore/86201–86300 | 86201–86300 Lista planetelor minore/86201–86300 | 86201–86300 Lista planetelor minore/86201–86300 | 86201–86300 Lista planetelor minore/86201–86300 | 86301–86400 Lista planetelor minore/86301–86400 | 86301–86400 Lista planetelor minore/86301–86400 | 86301–86400 Lista planetelor minore/86301–86400 | 86301–86400 Lista planetelor minore/86301–86400 | 86301–86400 Lista planetelor minore/86301–86400 | 86401–86500 Lista planetelor minore/86401–86500 | 86401–86500 Lista planetelor minore/86401–86500 | 86401–86500 Lista planetelor minore/86401–86500 | 86401–86500 Lista planetelor minore/86401–86500 | 86401–86500 Lista planetelor minore/86401–86500 | 86501–86600 Lista planetelor minore/86501–86600 | 86501–86600 Lista planetelor minore/86501–86600 | 86501–86600 Lista planetelor minore/86501–86600 | 86501–86600 Lista planetelor minore/86501–86600 | 86501–86600 Lista planetelor minore/86501–86600 | 86601–86700 Lista planetelor minore/86601–86700 | 86601–86700 Lista planetelor minore/86601–86700 | 86601–86700 Lista planetelor minore/86601–86700 | 86601–86700 Lista planetelor minore/86601–86700 | 86601–86700 Lista planetelor minore/86601–86700 | 86701–86800 Lista planetelor minore/86701–86800 | 86701–86800 Lista planetelor minore/86701–86800 | 86701–86800 Lista planetelor minore/86701–86800 | 86701–86800 Lista planetelor minore/86701–86800 | 86701–86800 Lista planetelor minore/86701–86800 | 86801–86900 Lista planetelor minore/86801–86900 | 86801–86900 Lista planetelor minore/86801–86900 | 86801–86900 Lista planetelor minore/86801–86900 | 86801–86900 Lista planetelor minore/86801–86900 | 86801–86900 Lista planetelor minore/86801–86900 | 86901–87000 Lista planetelor minore/86901–87000 | 86901–87000 Lista planetelor minore/86901–87000 | 86901–87000 Lista planetelor minore/86901–87000 | 86901–87000 Lista planetelor minore/86901–87000 | 86901–87000 Lista planetelor minore/86901–87000 |
| ----------------------------------------------- | ----------------------------------------------- | ----------------------------------------------- | ----------------------------------------------- | ----------------------------------------------- | ----------------------------------------------- | ----------------------------------------------- | ----------------------------------------------- | ----------------------------------------------- | ----------------------------------------------- | ----------------------------------------------- | ----------------------------------------------- | ----------------------------------------------- | ----------------------------------------------- | ----------------------------------------------- | ----------------------------------------------- | ----------------------------------------------- | ----------------------------------------------- | ----------------------------------------------- | ----------------------------------------------- | ----------------------------------------------- | ----------------------------------------------- | ----------------------------------------------- | ----------------------------------------------- | ----------------------------------------------- | ----------------------------------------------- | ----------------------------------------------- | ----------------------------------------------- | ----------------------------------------------- | ----------------------------------------------- | ----------------------------------------------- | ----------------------------------------------- | ----------------------------------------------- | ----------------------------------------------- | ----------------------------------------------- | ----------------------------------------------- | ----------------------------------------------- | ----------------------------------------------- | ----------------------------------------------- | ----------------------------------------------- | ----------------------------------------------- | ----------------------------------------------- | ----------------------------------------------- | ----------------------------------------------- | ----------------------------------------------- | ----------------------------------------------- | ----------------------------------------------- | ----------------------------------------------- | ----------------------------------------------- | ----------------------------------------------- |

| Predecesor: 85001–86000 | Lista planetelor minore 86001–87000 Semnificații ale numelor: 86001–87000 | Succesor: 87001–88000 |